# Tahitienne à la fleur
Tahitienne à la fleur ou Femme tahitienne avec une fleur (signé Vahine no te tiare en haut de la toile) est un tableau de Paul Gauguin réalisé en 1891, aujourd'hui conservé à la Ny Carlsberg Glyptotek de Copenhague.

## Source de traduction
- (en) Cet article est partiellement ou en totalité issu de l’article de Wikipédia en anglais intitulé « Tahitian Woman with a Flower » (voir la liste des auteurs).